# 佩雷瓦利
51°8′32″N 24°20′14″E / 51.14222°N 24.33722°E
佩雷瓦利（羅馬化：Perevalu）是烏克蘭的村落，位於該國西部沃倫州，由科韋利區負責管轄，始建於1445年，面積1.23平方公里，海拔高度199米，2001年人口373，人口密度每平方公里302.27人。